# Asghar Sharafi
Asghar Sharafi (in persiano اصغر شرفی‎; Tehran, 22 dicembre 1942) è un allenatore di calcio ed ex calciatore iraniano.

## Carriera

### Club
A livello di calcio giocato, ha disputato l'intera carriera nel campionato iraniano.

### Nazionale
Con la maglia della nazionale ha disputato 16 partite, oltre ad aver alzato due volte la Coppa d'Asia.

## Palmarès

### Nazionale
- Coppa d'Asia: 2

1968, 1972